# Maria Feldhuß
Maria Feldhuß (* 4. Oktober 1870 in Beuthen; † nach 1922) war eine deutsche Politikerin (Zentrum).

## Leben
Maria Feldhuß besuchte die Höhere Mädchenschule und arbeitete später als städtische Waisen- und Bezirkspflegerin in Gleiwitz. Des Weiteren leitete sie die Fürsorgevermittlungsstelle für den Stadt- und Landkreis Gleiwitz. Neben ihrer beruflichen Tätigkeit engagierte sie sich in der katholischen Frauenbewegung und war Vorsitzende der Zweigstelle Gleiwitz des Katholischen Deutschen Frauenbundes (KDFB). Darüber hinaus war sie in anderen sozialen und karitativen Vereinen aktiv, unter anderem als Vorsitzende des Vereins erwerbstätiger Frauen und Mädchen.
Feldhuß trat in die Zentrumspartei ein und war von 1919 bis 1921 Mitglied der Verfassunggebenden Preußischen Landesversammlung. Im Anschluss wurde sie als Abgeordnete in den Preußischen Landtag gewählt. Bei der Nachwahl in Oberschlesien wurde sie jedoch nicht bestätigt, woraufhin sie am 19. November 1922 aus dem Parlament ausschied.